# Stojan Apostołow
Stojan Iwanow Apostołow (bułg. Стоян Иванов Апостолов, ur. 10 kwietnia 1946 w Warnie) – bułgarski zapaśnik. Srebrny medalista olimpijski z Monachium.
Zawody w 1972 były jego drugimi igrzyskami olimpijskimi, brał udział w igrzyskach w 1968. Walczył w stylu klasycznym. Medal wywalczył w kategorii do 68 kilogramów. Zarówno w mistrzostwach świata jak i Europy najlepszym jego wynikiem było czwarte miejsce.